# Marion Carpenter
Marion A. Carpenter, también conocida como Marion Anderson (Saint Paul, Minnesota; 6 de marzo de 1920 – ib.; 29 de octubre de 2002), fue la primera mujer fotógrafa de prensa estadounidense en cubrir Washington D. C. y la Casa Blanca, y en viajar con un Presidente de EE. UU. Rompió el estereotipo de roles de género en la década de 1940 pero abandonó Washington en 1949 tras su segundo matrimonio.
Después de divorciarse en 1951, Carpenter volvió a St. Paul, Minnesota, donde trabajó como enfermera y proporcionó cuidados a su madre y a su hijo. Mientras, perteneció a un club local de fotografía, realizó fotografías y montó un negocio de fotografía de bodas. Pero, cuando murió a los 82 años, aún era poco conocida por la sociedad estadounidense. Después de su muerte, Carpenter ha sido reconocida como la pionera del periodismo fotográfico en Estados Unidos.

## Familia e inicios de su carrera
Carpenter nació en St. Paul, Minnesota, hija de Lillian B. Marion de Minnesota y Harry Carpenter de Avery County, Carolina del Norte. Su padre se mudó de Carolina del Norte para trabajar como peón en Minnesota, donde conoció a Lillian. Se casaron y se asentaron en St. Paul. De niña, Marion Carpenter fue a escuelas locales y en un principio planeó ser enfermera.
La familia paterna de Marion era descendiente de Matthias Carpenter (un inmigrante alemán originalmente llamado Zimmermann) de Carolina del Norte, nacido hacia 1750 - 1755 y fallecido en 1835 en Ashe County, Carolina del Norte (ahora parte de Watauga Condado, Carolina del Norte).
Carpenter trabajó como enfermera de 1942 a 1944. En sus horas libres de estudio y trabajo, asistía al St. Paul Camera Club, donde aprendió las bases de la fotografía. Se interesó especialmente en la fotografía de prensa.

## Carrera como fotógrafa
En 1944, Carpenter se mudó a Washington D. C., donde empezó a trabajar para el periódico Washington Times-Herald. A continuación se unió al Sindicato INP (International News Photo) como "fotógrafo de asignación especial". Además de su trabajo en el INP, trabajó como freelance realizando retratos de senadores y representantes. Descrita como "una morena atlética", ella misma fue a veces el tema de sus propias fotos.
Su trabajo con el sindicato INP fue un factor a su favor para lograr un trabajo altamente codiciado de la Casa Blanca en 1945, a través del que pronto desarrollaría una relación profesional y cordial con el Presidente de EE. UU. Harry S. Truman. Carpenter dejó huella en Washington "como una fotógrafa de talento y temperamento." Se convirtió en la primera mujer miembro de la Asociación de Fotógrafos de Prensa de la Casa Blanca. Fue la única mujer fotógrafa de prensa en viajar con el presidente Truman diariamente.

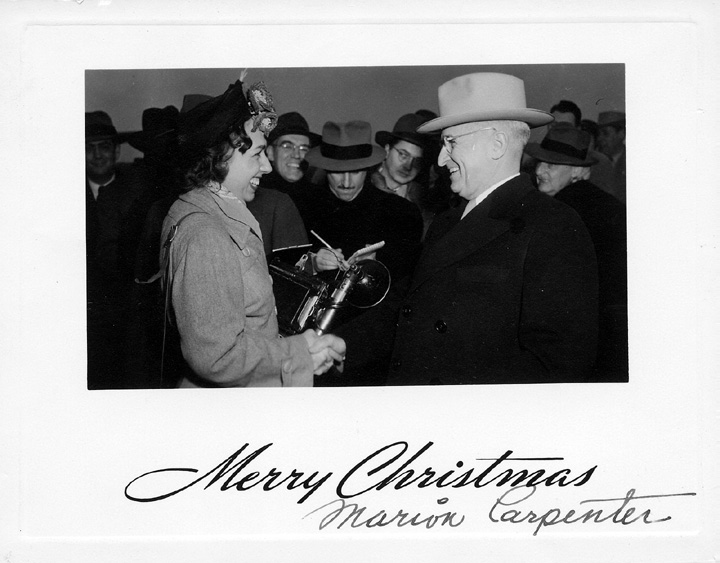
1949. Tarjeta de Navidad diseñada por Marion Carpenter para el Presidente Harry S. Truman. El original está en la Biblioteca y Museo Presidencial de Harry S. Truman. Cortesía de la Biblioteca Truman.

A Carpenter la llamaban "la Chica de la Cámara" y "la Chica Fotógrafa" en los círculos de Washington. Ella se resistió a "ser tratada de forma condescendiente por los más veteranos del club" y mantuvo su espíritu. En 1946, dijo a un reportero " tienes que ser capaz de aguantar las impertinencias", en declaraciones tras haber ganado un premio por una foto que hizo al Presidente Truman tocando el piano para Lauren Bacall. En esa época, a pesar de la afiliación de Carpenter a la Asociación de Fotógrafos de Casa Blanca, siguió sin permitirse la entrada a las mujeres en las cenas anuales con el presidente de EE. UU. Esta política no cambió hasta 17 años más tarde, en 1962, por iniciativa del Presidente John F. Kennedy.
Carperter también cuenta con fotografías publicadas en Life, revista estadounidense de periodismo fotográfico muy popular entre las décadas de 1940 y 1960. Por ejemplo, en el número del 23 de mayo de 1949, fueron de Carpenter nueve de las doce fotografías publicadas en el artículo sobre E. George Luckey, que había sido un miembro del Distrito 39.º en la California Legislatura Estatal de California

## Matrimonio y familia
Carpernter tuvo una relación con un hombre casado en Washington. Cuando esta relación se hizo pública, fue ella la que perdió su trabajo en la Casa Blanca.
Más tarde se casó con un oficial de carrera del Cuerpo Naval del Ejército estadounidense y se mudó con él a la Costa Oeste de Estados Unidos. Tras ser hospitalizada por abusos físicos, puso fin al matrimonio y se divorció de él.
Carpenter regresó a Washington y empezó a recoger los añicos de su carrera profesional como fotógrafa. En 1949, conoció al publicista de radio John Anderson. Se casaron ese año y Carpenter fotografió su viaje atravesando el país. Se mudaron a Denver, Colorado, donde nació su único hijo, Mjohn R. Anderson. Pero el matrimonio tenía problemas. A finales de 1951, cuando Carpenter tenía 31 años, se encontró con su segundo matrimonio roto y con su carrera profesional como fotógrafa de prensa terminada.

## Años tardíos
Los años tardíos de Carpenter no se conocen bien. Regresó a St. Paul desde Denver y trabajó como enfermera. Durante la década de 1950, se reincorporó al St. Paul Camera Club y más tarde abrió un negocio de fotografía de bodas. Apoyó a su madre hasta su muerte en la década de 1970. También participó en competiciones de palomas mensajeras y en exhibiciones de pastores alemanes.
Parece que se ocupó ella sola de su hijo Mjohn, que en 1968 se graduó en el Instituto de Harding. Después de dejar la casa de su madre, sufrió conflictos internos y se vio implicado en actividades criminales. Se mudó al oeste y Capenter no volvió a verlo nunca más. Se volvió una semireclusa, una persona muy reservada y que raramente hablaba de su vida pasada.
En 1997, el municipio de St. Paul clausuró y derribó su casa, situada en 1032 Conway Street, en el lado este de la ciudad. Carpenter compró una casa pequeña en 1058 Margaret Street con los ahorros que le quedaban y se mantuvo a base de una pequeña pensión de la Seguridad Social estadounidense.

## Fallecimiento
Carpenter murió en 2002 por causas naturales, siendo la causa oficial inicial un enfisema. Murió en su casa, en situación de casi indigente, acompañada solo por su perro Rottweiler. La más cercana de sus amistades ocasionales recordó que tenía un hijo y se esforzó por encontrarle. Un anciano primo lejano, encontrado en Maine, autorizó a una de sus amistades a actuar como persona ejecutora de sus bienes.
El equipamiento fotográfico atesorado por Carpenter, incluyendo alrededor de una docena de sus cámaras, reveladores, difusores y luces, sus fotografías y unas pocas posesiones más fueron vendidas en una venta de propiedad en marzo de 2003. Varias de sus viejas cámaras son piezas históricas que forman parte de su legado físico. Sus cenizas, junto a las de su madre, fueron esparcidas en una granja entre Villard y Glenwood, Minnesota, donde había pasado los veranos cuando era niña. Se encargó de hacerlo su hijo Mjohn, que finalmente fue encontrado por amistades que le avisaron de la muerte de su madre.

## Legado
"Es el tipo de mujer sobre cuyos hombros todo el mundo se apoya para levantarse" anotó Susy Shultz, presidenta del Simposio Periodismo y Mujeres, al comentar la muerte de Marion Carpenter.
El St. Paul Camera Club estableció la entrega anual del "Premio Marion Carpenter" en su honor, que se otorga a la mejor impresión monocromática de fotoperiodismo, también conocido como "Premio Anual a la Impresión Monocromática de Fotoperiodismo".
Marion Carpenter no fue incluida en los primeros anales de estudios sobre la mujer. Se puede deber a que estuvo por delante de su tiempo y su carrera profesional en Washington fue demasiado breve. El estudio de Ramona Rush Seeking Equity for Women in Journalism and Mass Communication Education: A 30-Year Update (2003) (Buscando la Equidad para las Mujeres en el Periodismo y Educación para la Comunicación de Masas: Una actualización de 30 años) describe en el prefacio a Carpenter como una "fotógrafa de prensa de la Casa Blanca, pionera y recién redescubierta" y le dedica rendido homenaje.
La Asociación de Corresponsales de la Casa Blanca (WHCA), a la que Carpenter perteneció desde 1945, tiene una foto suya junto a otros miembros que cubrieron al Presidente Truman. Marion Carpenter, la única mujer presente, está en la primera fila, la tercera por la derecha. Pero no fue hasta 1962 cuando las mujeres fueron admitidas en la cena anual la WHCA con el presidente de Estados Unidos, año en el que el presidente John F. Kennedy se opuso a la prohibición de asistencia que pesaba sobre las mujeres miembros de la Asociación.

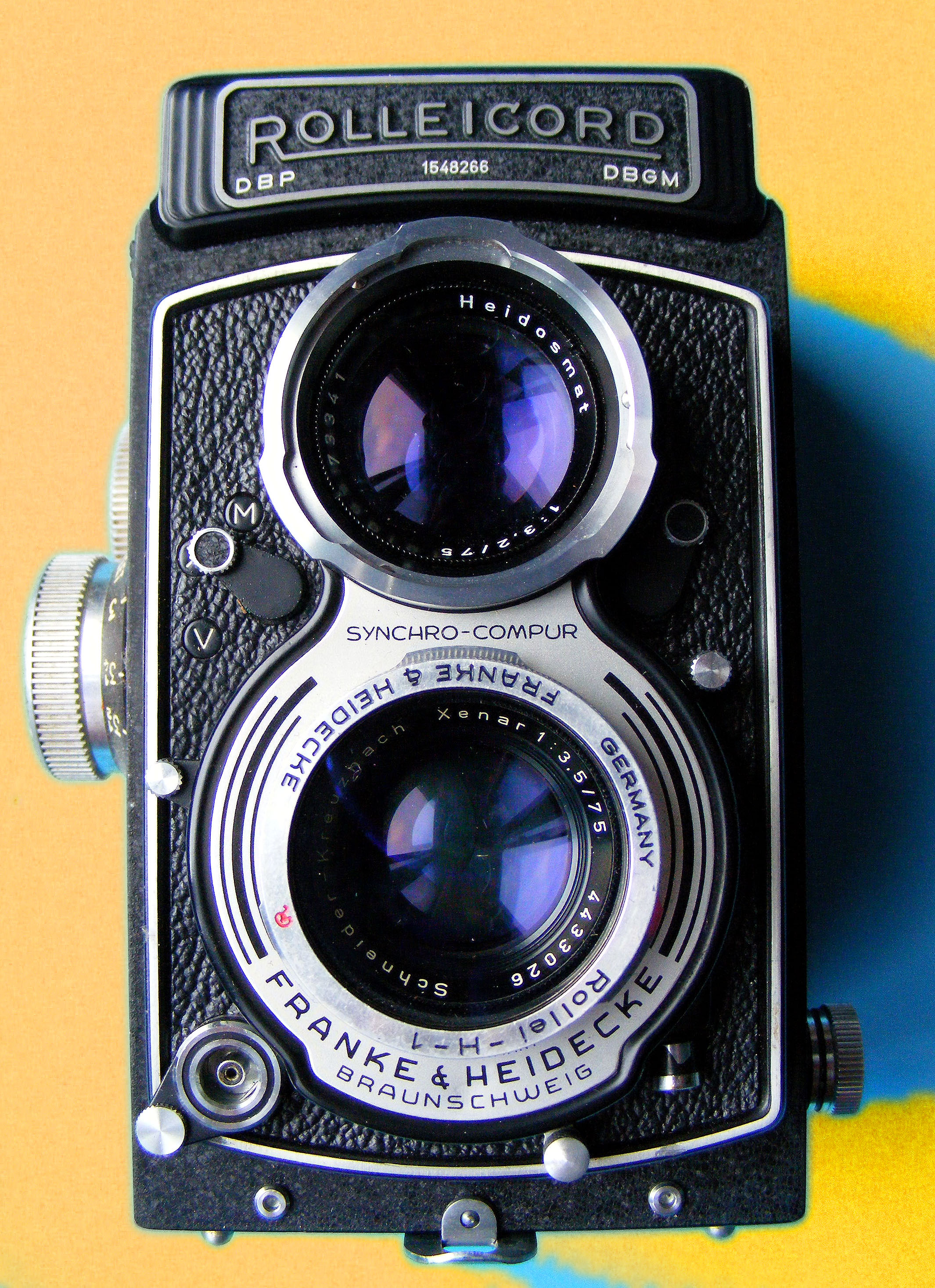
Rolleicord, 1955

Varias cámaras de Carpenter subastadas junto a sus bienes están consideradas como piezas históricas . Su primera cámara fue una 'Seneca Competitor View'. Era la cámara de campo plegable con el formato de discos más grande, fabricada entre 1907 y 1925. Otra cámara que poseyó fue la 'Rolleicord III', producida a finales de 1949 por la compañía Rollei-Werke Franke y Heidecke. También tuvo una 'Iloca Rápido B', una cámara de telémetro alemana de la década de 1950.

## Fotos WHNPA 1946
Las entradas de Marion Carpenter en el certamen de 1946 de la Asociación de Noticias de Prensa de la Casa Blanca, de Estados Unidos, incluye las siguientes:
- “White House Santa" ("Casa Blanca Santa Claus") - Muestra al Presidente Harry S. Truman con regalos.
- “Favorite Dessert” (“Postre favorito”) - el presidente Truman con veteranos heridos durante una fiesta en el jardín de la Casa Blanca.
- “Meat Decontrol” (“Carne Decontrol”) - el presidente Truman explica a Estados Unidos el " Plan Carne Decontrol".
- “The photographers Friend" (“El Amigo de los fotógrafos") - el presidente Truman "posa simplemente como uno más".
- ”The Last Mile” ("La Última Milla”) - el presidente Truman dando un paseo matutino reconstituyente.
- ”Spring at the White House” ("Primavera en la Casa Blanca”) - el presidente Truman está admirando las flores de la magnolia en primavera.[21]

## Lecturas complementarias
- Anne Commire, Dictionary of Women Worldwide: 25,000 Women Through the Ages (200y) (Diccionario de las mujeres en todo el mundo: 25.000 mujeres a través de los años (200y)). Incluye un artículo sobre Marion Carpenter.